# Orient (Schiff, 1793)
Die Orient (französisch L’Orient ‚Der Orient‘) war ein nominell 118-Kanonen-Linienschiff (Dreidecker) 1. Ranges der Commerce-de-Marseille-Klasse der französischen Marine, das von 1793 bis 1798 in Dienst stand.

## Geschichte

### Bau
Die spätere Orient wurde am 21. November 1789 bestellt und im Mai 1790, als drittes Schiff ihrer Klasse, im Marinearsenal von Toulon mit dem Namen Dauphin Royal auf Kiel gelegt. Der Stapellauf erfolgte am 20. Juli 1791. Nach Errichtung der Ersten Französischen Republik wurde das Schiff im September 1792 zu Ehren der Sansculottes in Sans Culotte umbenannt. Die Indienststellung erfolgte im August 1793.

### Einsatzgeschichte
Im Jahr 1795, unter dem Kommando von Capitaine de Vaisseau Pierre Félix de Lapalisse stehend, war sie Flaggschiff von Contre-amiral Pierre Martin. Als dieses nahm sie im März an der Seeschlacht von Genua teil, dabei deckte sie die hintere französische Schlachtlinie und lieferte sich ein Feuergefecht mit den beiden britischen 74-Kanonen-Linienschiffen Bedford und Egmont, verlor aber in der Nacht den Kontakt zu ihrer Flotte und konnte daher nicht weiter an der Schlacht teilnehmen. Im Mai 1795 wurde die Sans Culotte, als Folge der Thermidorianer Reaktion (Weißer Terror), in Orient umbenannt. Im Juni war sie wiederum Martins Flaggschiff in der Schlacht bei den Hyèrischen Inseln.
Sie war das Flaggschiff der französischen Flotte von Napoleon Bonaparte an der Nilmündung, an der es am 1. August 1798 zur Seeschlacht bei Abukir mit der Flotte Horatio Nelsons kam. Die Orient wurde von Luc-Julien-Joseph Casabianca kommandiert. An Bord war auch Admiral Brueys d’Aigalliers, der schwer verletzt auf dem Deck des Schiffes starb. Am 2. August 1798 sank das Schiff, nachdem die Pulverkammer explodiert war. Unter den Toten waren Casabianca und sein zwölf Jahre alter Sohn.

## Wrack
1983 fand ein Team um Jacques Dumas die Überreste des Schiffs; Franck Goddio untersuchte es 1998.

## Bemerkungen
1. ↑  Die französische Einteilung in Rangklassen wich von der britischen ab. Zum Zeitpunkt der Fertigstellung  der Orient waren französische Schiffe Ersten Ranges Dreidecker mit bis zu 118 Kanonen oder Zweidecker ab 80 Kanonen.